# Paradascalia propria
Paradascalia propria är en insektsart som först beskrevs av Melichar 1902.  Paradascalia propria ingår i släktet Paradascalia och familjen Flatidae. Inga underarter finns listade i Catalogue of Life.